# Fascículo longitudinal inferior
El fascículo longitudinal inferior (FLI ) se considera tradicionalmente uno de los principales tractos de asociación occipitotemporal. Es la espina dorsal de materia blanca de la corriente visual ventral. Conecta la superficie ventral del lóbulo temporal anterior y la corteza extrastriada del lóbulo occipital, recorriendo la pared lateral e inferior del ventrículo lateral.
La existencia de este fascículo y su descripción anatómica han sido objeto de varios estudios en conflicto entre sí. Algunos autores negaron su existencia debido a los resultados poco claros obtenidos en cerebros no humanos.
Utilizando imágenes de resonancia magnética ponderada por difusión, varios autores han confirmado la presencia de esta vía longitudinal constante en humanos.
Algunos otros estudios del FIL basados en el método de disección de Klingler (un tipo de disección roma de la sustancia blanca, que proporciona datos fiables sobre la anatomía de los principales haces de fibras y, en algunos casos, tractografía adicional no sólo confirmaron las descripciones clásicas de la conexión directa entre las regiones occipital y temporal, sino que también trataron de detallar los subcomponentes de este tracto de asociación.
Se identificaron cuatro ramas: una rama fusiforme que conecta la circunvolución fusiforme con las regiones temporales anteriores; una rama occipital dorsolateral que conecta las circunvoluciones occipitales superior, media e inferior con las regiones temporales anteriores; una rama lingual que conecta la circunvolución lingual con la parte anterior de la circunvolución temporal media; y una rama cuneal menor que conecta la cuneus con la circunvolución temporal mesial anterior.

## Funciones del FIL
Resumiendo estudios de individuos sanos, hallazgos intraoperatorios y lesionales, este haz de sustancia blanca sustenta funciones relacionadas con el flujo visual ventral como el reconocimiento de objetos y la percepción de caras, Asimismo, los trastornos relacionados con este tracto de sustancia blanca son trastornos con percepción visual perturbada como agnosia visual asociativa, prosopagnosia, amnesia visual, hipoemocionalidad visual; pero también algunas formas de trastornos del espectro autista, esquizofrenia y alexia.
El FIL apoya las funciones cerebrales relativas a la modalidad visual, incluido el procesamiento de objetos, caras y lugares, la lectura, el procesamiento léxico y semántico, el procesamiento de emociones y la memoria visual. Sobre la base de estos hallazgos recientes, el FIL puede describirse como una vía multifuncional de la sustancia blanca implicada en el comportamiento guiado visualmente (véase la revisión de Herbet et al. ).